# Bystropogon canariensis
Bystropogon canariensis — вид квіткових рослин з родини глухокропивових (Lamiaceae).

## Біоморфологічна характеристика
Рослини Bystropogon вирізняються своїми простими листками та крихітними квітками, які розташовані в більш-менш кулястих суцвіттях. У кожній квітці є чотири плідні тичинки і віночок з різними верхніми й нижніми пелюстками, білий чи рожевий.
Bystropogon canariensis вирізняються в межах роду своїми квітками, які розташовані в клубочкових завитках, і тим, що чашечка квіток має короткі зубці. 

## Поширення
Ендемік Канарських островів (Гран-Канарія, Тенерифе, Ла-Пальма, Ла Гомера, Ель Ієрро).